# Rudens

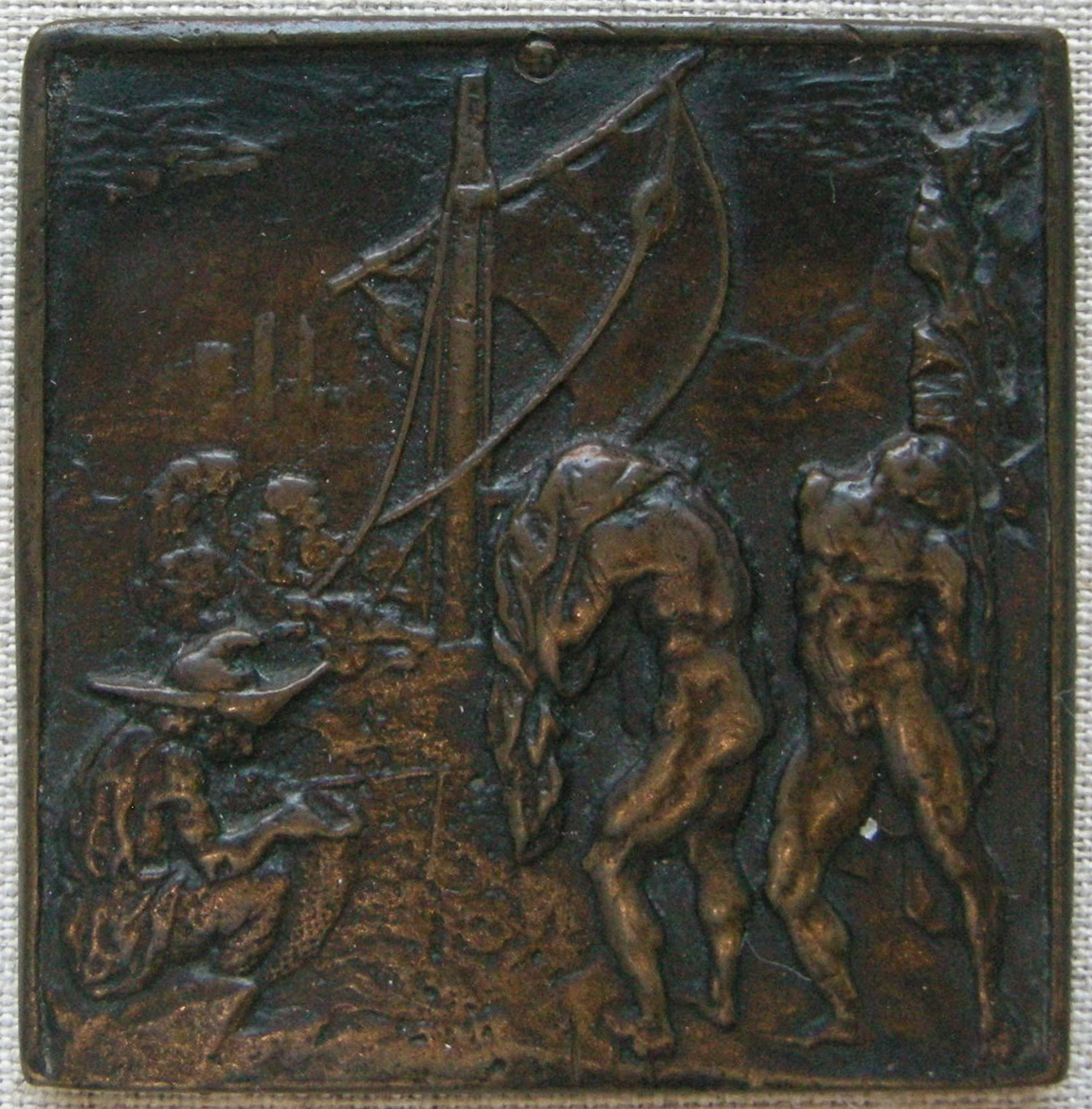
Escena de Rudens (Cristoforo Foppa, c. 1485)

Rudens, El cable, La maroma o La soga del pescador es una obra de teatro del comediógrafo latino Plauto. Algunos la titulan Los náufragos. 
Esta obra es muy semejante en su asunto a Poenulus, pero es superior a ella en el plan y por el pensamiento profundamente religioso y moral que anima toda la composición. 

## Argumento
Un lenón cruel y bárbaro que sale huyendo de Cirene con dos preciosas esclavas suyas naufraga casi a la vista del puerto. Las muchachas se salvan en un frágil esquife y se dirigen a un templo solitario de la diosa Venus en el que les da hospitalidad la venerable anciana que lo guarda. 
El proxeneta es arrojado también por las olas a la playa y quiere, cuando descubre el paradero de las jóvenes, arrancarlas a viva fuerza del sagrado santuario. Un pobre viejo que cultiva un pequeño campo próximo al templo de la diosa corre con su gente a proteger la inocencia y a reprimir el sacrilegio. El cielo recompensa su virtud, pues una de las débiles jóvenes que defiende es una hija suya cuya pérdida lleva llorando desde hace mucho tiempo sin esperanza ya de recobrarla. 
La Providencia ha hecho que un esclavo del anciano haya encontrado en la orilla del mar una valija del infame lupus que contenía, entre otras cosas, un cofrecito donde se guardaban los objetos mediante los cuales debía ser reconocida la joven por su familia. El anciano padre, radiante de júbilo, abre los brazos a la hija de su corazón.

## Personajes
Véase Personajes comunes de la comedia romana
Véase Personajes típicos de la comedia plautina
- El prologuista ARTURO (ARCTVRVS PROLOGVS).

- El esclavo ESCEPARNIÓN (SCEPARNIO SERVVS).

- El joven PLESIDIPO (PLESIDIPPVS ADULESCENS).

- El viejo DEMONES (DAEMONES SENEX).

- La muchacha PALESTRA[5] (PALAESTRA PVELLA).

- La muchacha AMPELISCA[6] (AMPELISCA PVELLA).

- La sacerdotisa de Venus PTOLEMOCRACIA (PTOLEMOCRATIA SACERDOS VENERIS).

- Unos PESCADORES (PISCATORES).

- El esclavo TRACALIÓN (TRACHALIO SERVVS).

- El lenón LÁBRAX (LABRAX LENO).

- El viejo CÁRMIDES (CHARMIDES SENEX).

- Los LORARIOS[7] (LORARII).